# J·罗伯特·奥本海默纪念奖
J·罗伯特·奥本海默纪念奖（英語：J. Robert Oppenheimer Memorial Prize）和奖章是迈阿密大学理论研究中心于1969年至1984年颁发的奖项，它以美国物理学家J·罗伯特·奥本海默的名字命名。该奖由奖章、证书和1000美元奖金组成，授予对自然科学做出杰出贡献的科学家。

## 获奖者
- 1969－保罗·狄拉克[1][2]
- 1970－弗里曼·戴森[1][3]
- 1971－阿卜杜勒·萨拉姆[1][4]
- 1972－羅伯特·瑟伯爾[1][5]
- 1973－史蒂文·温伯格[1][6]
- 1974－埃德温·萨尔皮特[1][7]
- 1975－尼古拉斯·克默尔[1][8]
- 1976－南部阳一郎[1][9]
- 1977－費薩·古爾塞（英语：Feza Gürsey）、谢尔登·格拉肖[1][10]
- 1978－约瑟琳·贝尔·伯奈尔[1][11]
- 1979－亚伯拉罕·派斯[1][12]
- 1980－理查德·H·达利兹[1][13]
- 1981－弗雷德里克·莱因斯[14]
- 1982－莫里斯·戈德哈伯（英语：Maurice Goldhaber）、罗伯特·E·马沙克[15]
- 1983－维克托·魏斯科普夫[16]
- 1984－约翰·阿奇博尔德·惠勒[17]